# Leptotyphlops albipuncta
Leptotyphlops albipuncta är en kräldjursart som beskrevs av  Jan 1861. Leptotyphlops albipuncta ingår i släktet Leptotyphlops och familjen Leptotyphlopidae. Inga underarter finns listade i Catalogue of Life.